# A-360 (Rusland)
De A-360 of Lena (Russisch: A-360 Лена) is een federale autoweg in Rusland. De weg loopt vanaf de R-297 bij Never tot aan Jakoetsk, vanwaar de R-504 (Kolymatrakt) verder loopt tot aan Magadan. De weg is 1235 kilometer lang. De weg is gefaseerd aangelegd tussen 1925 en 1964. Tot 2011 heette de weg M-56.
De toestand is, ondanks het feit dat het een federale autoweg is, deplorabel te noemen. Asfaltverharding bleek wegens de permafrost moeilijk te liggen. De weg is daarom onverhard gebleven. In de winter, in bevroren toestand, maakt dit een uitstekende ondergrond. Hoge snelheden zijn dan mogelijk (de snelheidslimiet ligt op 70 km/u). In de zomer echter verandert de weg in een grote modderpoel, zeker na een regenbui. Dit leverde de A-360 de bijnaam 'Snelweg van de hel' op.

## Verloop
De weg loopt door bijzonder afgelegen gebieden. Op 1274 kilometer, tussen Never en Jakoetsk, liggen alleen enkele dorpen. In de winter is de weg vrijwel onberijdbaar. Sommige delen zijn ook niet geasfalteerd, alhoewel veel houten bruggen wel vervangen worden door betonnen bruggen. Na ruim 1200 kilometer wildernis komt men in Jakoetsk aan.